# Etap (zsyłka)

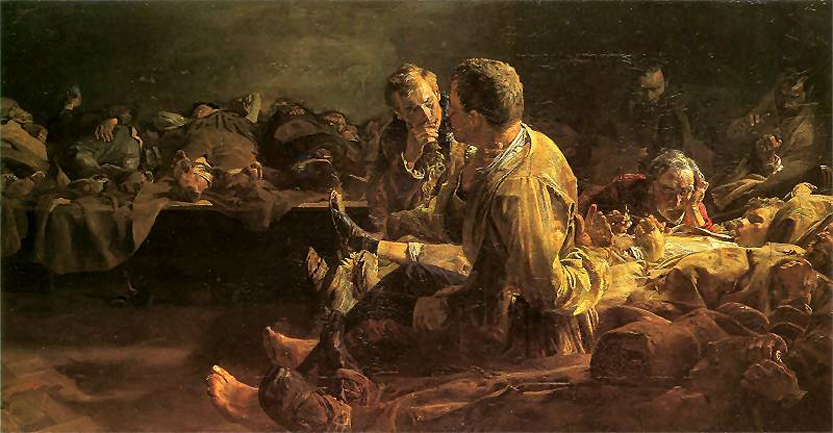
Jacek Malczewski – Śmierć na etapie, 1891

Etap (określenie żargonowe), to pomieszczenie lub zespół pomieszczeń, w których w Rosji carskiej przetrzymywano zesłańców gnanych na Sybir po każdym dniu podróży pieszo lub kibitkami na tych terenach, gdzie nie sięgała sieć linii kolejowych. Były to zazwyczaj pomieszczenia ciasne (typu barakowego), pozbawione podstawowych wygód, brudne, zarobaczone i przeznaczone wyłącznie na nocleg dla zesłańców i odpoczynek dla ich eskorty. Podróżowanie etapami z centrum Rosji za Ural trwało (w zależności od pory roku) od kilku do kilkunastu miesięcy, a śmiertelność – przede wszystkim ze względu na tyfus plamisty i inne choroby zakaźne, ale również z wycieńczenia i głodu – sięgała 10% zesłańców. 
Etapy znajdowały się w odległości kilkunastu wiorst jeden od drugiego i charakteryzowały się prymitywizmem wyposażenia, ciasnotą i niemożnością załatwienia najprostszych potrzeb (także fizjologicznych). Egzystowały jeszcze w początkach istnienia Związku Sowieckiego, ale w okresie późniejszym, wraz z rozwojem sieci kolejowej (budowanej przez skazańców), zostały zastąpione przez więzienia etapowe, gdzie na niewielkiej powierzchni gromadzono – i przetrzymywano miesiącami w jeszcze gorszych warunkach – tysiące skazanych, a śmiertelność sięgała 30 procent.
Przez etapy przeszły setki tysięcy uczestników polskich zrywów niepodległościowych lat 1792–1905 i obywateli innych narodowości siłą wcielonych do imperium.
Malarz Jacek Malczewski, aczkolwiek zaoszczędzone mu było poznanie Sybiru osobiście, stworzył wstrząsającą jego wizję. Szukając tematów dla swych obrazów sięgał do twórczości Juliusza Słowackiego. Prezentowany tu obraz Śmierć na etapie należy do grupy „reporterskich” obrazów, malowanych na podstawie relacji tych, którzy ze zsyłki wrócili: 
oto wnętrze etapowego baraku. Jeden z zesłańców, młody chłopiec, zmarł właśnie. Obok jego ciała, w ciszy i półmroku, siedzą zamyśleni współtowarzysze niedoli. Obraz Malczewskiego to portret duszy Polaków w tamtych czasach. Mógłby powstać na podstawie relacji Jakuba Salingera, który w dniu 30 stycznia 1864 roku zapisał „W tych dniach zmarł na etapie także chłopczyna około 18 lat mieć mogący, którego wszyscy Jaśkiem nazywali...”.